# Canton d'Hennebont
Le canton d'Hennebont est une circonscription électorale française située dans le département du Morbihan et la région Bretagne.
À la suite du redécoupage cantonal de 2014, les limites territoriales du canton sont remaniées. Le nombre de communes du canton passe de 4 à 6.

## Histoire
Un nouveau découpage territorial de la Morbihan entre en vigueur à l'occasion des élections départementales de 2015. Il est défini par le décret du 21 février 2014, en application des lois du 17 mai 2013 (loi organique 2013-402 et loi 2013-403). Les conseillers départementaux sont, à compter de ces élections, élus au scrutin majoritaire binominal mixte. Les électeurs de chaque canton élisent au Conseil départemental, nouvelle appellation du Conseil général, deux membres de sexe différent, qui se présentent en binôme de candidats. Les conseillers départementaux sont élus pour 6 ans au scrutin binominal majoritaire à deux tours, l'accès au second tour nécessitant 12,5 % des inscrits au 1er tour. En outre la totalité des conseillers départementaux est renouvelée. Ce nouveau mode de scrutin nécessite un redécoupage des cantons dont le nombre est divisé par deux avec arrondi à l'unité impaire supérieure si ce nombre n'est pas entier impair, assorti de conditions de seuils minimaux. Dans le Morbihan, le nombre de cantons passe ainsi de 42 à 21.
Le nouveau canton d'Hennebont est formé de 6 communes issues des anciens cantons d'Hennebont (2 communes) et de Port-Louis (4 communes). Il est entièrement inclus dans l'arrondissement de Lorient. Le bureau centralisateur est situé à Hennebont.

## Représentation

### Conseillers d'arrondissement (de 1833 à 1940)
| Période | Période      | Identité                                                  | Étiquette                | Qualité |
| ------- | ------------ | --------------------------------------------------------- | ------------------------ | --- |
| 1833    | 1837 (décès) | Pierre Michel Kerlero de Rosbo (1767-1837)                |                          | Officier de marine, maire d'Inzinzac                                                                        |
| 1837    | 1848 (décès) | Clément François Marie Le Milloch de Brangolo (1774-1848) |                          | Officier, propriétaire à Hennebont                                                                          |
|         |              |                                                           |                          | |
| 1871    |              | M. Le Moing                                               |                          | |
|         |              |                                                           |                          | |
| 1894    | 1896         | Louis-Théodore Breillot                                   | Républicain              | Industriel, maire d'Hennebont (1893-1896 et 1919-1925)                                                      |
|         |              |                                                           |                          | |
| 1901    | 1913         | Julien-Marie Le Grand                                     | Républicain puis Radical | Négociant à Lochrist, maire d'Inzinzac à partie de 1904                                                     |
| 1913    | 1925         | Jean-François Kernen                                      | Libéral                  | Cultivateur, conseiller municipal de Languidic                                                              |
| 1925    | 1935 (décès) | Joseph Le Réour                                           | Radical                  | Adjoint au maire d'Inzinzac, adjoint spécial de Penquesten                                                  |
| 1935    | 1937         | Joseph Guillerme                                          | URD                      | Cultivateur, maire de Languidic                                                                             |
| 1937    | 1940         | Pierre Kerjouan (1903-1974)                               | SFIO                     | Cultivateur à Languidic                                                                                     |
| 1940    |              |                                                           |                          | Les conseils d'arrondissement ont été suspendus par la loi du 12 octobre 1940 et n'ont jamais été réactivés |

### Conseillers généraux avant 2015
| Période | Période          | Identité                          | Étiquette                    | Qualité |
| ------- | ---------------- | --------------------------------- | ---------------------------- | --- |
| 1833    | 1855             | Thomas de Mauduit (1781-1856)     | Opposition                   | Propriétaire à Hennebont, maire de Languidic Propriétaire du château de Quellenec à Languidic                          |
| 1855    | 1880             | Ambroise du Bouëtiez de Kerorguen | Droite                       | Notaire, propriétaire à Languidic                                                                                      |
| 1880    | 1892             | Émile Trottier                    | Républicain                  | Maître de forges à Hennebont                                                                                           |
| 1892    | 1895 (démission) | Eugène Le Coupanec                | Républicain                  | Avoué à Lorient, député (1893-1898)                                                                                    |
| 1895    | 1898             | Geoffroy de Goulaine              | Conservateur                 | Lieutenant-colonel de cavalerie Maire de Brandérion                                                                    |
| 1898    | 1903 (démission) | Mathurin Leissen                  | Rad.                         | Docteur en médecine à Hennebont                                                                                        |
| 1903    | 1919             | Jacques Gibaud                    | Républicain Progressiste     | Maire d'Hennebont |
| 1919    | 1922             | Julien-Marie Le Grand             | Républicain                  | Négociant, maire d'Inzinzac (1904-?)                                                                                   |
| 1922    | 1940             | Camille-Horace Herwegh            | Rad.                         | Directeur de forges Maire d'Hennebont (1925-1940)                                                                      |
|         |                  |                                   |                              | |
| 1943    | 1945             | Léon Jeanpetit                    |                              | Ingénieur, inspecteur de l'enseignement technique Maire d'Hennebont (1940-1944) Nommé conseiller départemental en 1943 |
|         |                  |                                   |                              | |
| 1945    | 1976             | Ferdinand Thomas (1909-1993)      | SFIO (jusqu'en 1951) puis RI | Médecin, ancien résistant FFI Maire d'Hennebont (1945-1959)                                                            |
| 1976    | 1982             | Eugène Crépeau                    | PCF                          | Instituteur Maire d'Hennebont (1959-1979)                                                                              |
| 1982    | 2001             | Albert Berthy                     | PS                           | Géomètre Adjoint au Maire d'Hennebont                                                                                  |
| 2001    | 2015             | Gérard Perron                     | PCF                          | Principal-adjoint de collège Maire d'Hennebont (1997-2014)                                                             |

### Conseillers départementaux depuis 2015
| Période élective | Période élective | Mandat | Mandat   | Identité         | Nuance | Nuance | Qualité |
| ---------------- | ---------------- | ------ | -------- | ---------------- | ------ | ------ | --- |
| 2015             | 2021             | 2015   | 2021     | Muriel Jourda    |        | LR     | Avocate Maire de Port-Louis (2008-2014) Sénatrice du Morbihan (depuis 2017) |
| 2015             | 2021             | 2015   | 2021     | Jacques Le Ludec |        | LR     | Retraité de profession libérale Maire de Kervignac (1983-2020) Président de la Communauté de communes de Blavet Bellevue Océan (2013-2020) Président de la commission "Routes, transports et environnement" du conseil départemental |
| 2021             | 2028             | 2021   | en cours | Muriel Jourda    |        | LR     | Avocate Sénatrice du Morbihan (depuis 2017) |
| 2021             | 2028             | 2021   | en cours | Stephane Lohézic |        | MoDem  | Chargé de relations publiques Adjoint au maire d'Hennebont |

### Résultats détaillés

#### Élections de mars 2015
À l'issue du 1er tour des élections départementales de 2015, deux binômes sont en ballottage : Muriel Jourda et Jacques Le Ludec (Union de la Droite, 34,83 %) et Gwénaëlle Cohic et Jacques Lemerle (Union de la Gauche, 22,74 %). Le taux de participation est de 51,05 % (16 115 votants sur 31 564 inscrits) contre 52,56 % au niveau départemental et 50,17 % au niveau national.
Au second tour, Muriel Jourda et Jacques Le Ludec (Union de la Droite) sont élus avec 53,17 % des suffrages exprimés et un taux de participation de 48,36 % (7 348 voix pour 15 265 votants et 31 564 inscrits).

#### Élections de juin 2021
Le premier tour des élections départementales de 2021 est marqué par un très faible taux de participation (33,26 % au niveau national). Dans le canton d'Hennebont, ce taux de participation est de 33,95 % (11 160 votants sur 32 870 inscrits) contre 34,81 % au niveau départemental. À l'issue de ce premier tour, deux binômes sont en ballottage : Muriel Jourda et Stephane Lohezic (Union à droite, 35,87 %) et Pierre-Yves Jégonday et Laure Le Maréchal (Union à gauche avec des écologistes, 27,73 %).
Le second tour des élections est marqué une nouvelle fois par une abstention massive équivalente au premier tour. Les taux de participation sont de 34,36 % au niveau national, 36 % dans le département et 35,19 % dans le canton d'Hennebont. Muriel Jourda et Stephane Lohezic (Union à droite) sont élus avec 51,97 % des suffrages exprimés (5 503 voix pour 11 569 votants et 32 875 inscrits),,. 

## Composition

### Composition avant 2015

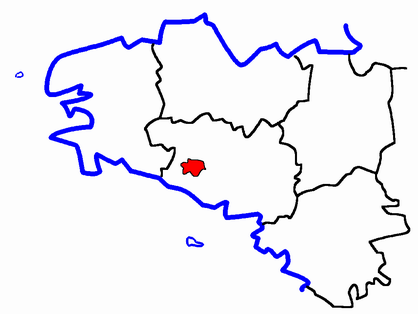
Situation du canton d'Hennebont dans le département du Morbihan avant 2015.

Jusqu'en 2015, le canton d'Hennebont regroupait quatre communes.
| Nom                   | Code Insee | Codepostal | Superficie (km2) | Population (dernière pop. légale) | Densité (hab./km2) |
| --------------------- | ---------- | ---------- | ---------------- | --------------------------------- | ------------------ |
| Hennebont (chef-lieu) | 56083      | 56700      | 18,57            | 15 779 (2012)                     | 850                |
| Brandérion            | 56021      | 56700      | 6,03             | 1 377 (2012)                      | 228                |
| Inzinzac-Lochrist     | 56090      | 56650      | 44,67            | 6 246 (2012)                      | 140                |
| Languidic             | 56101      | 56440      | 109,08           | 7 409 (2012)                      | 68                 |

### Composition depuis 2015
Depuis 2015, le canton d'Hennebont regroupe six communes entières.
| Nom                               | Code Insee | Intercommunalité         | Superficie (km2) | Population (dernière pop. légale) | Densité (hab./km2) | Modifier                                    |
| --------------------------------- | ---------- | ------------------------ | ---------------- | --------------------------------- | ------------------ | ------------------------------------------- |
| Hennebont (bureau centralisateur) | 56083      | CA Lorient Agglomération | 18,57            | 15 831 (2022)                     | 853                | modifier les données · modifier les données |
| Kervignac                         | 56094      | CC Blavet Bellevue Océan | 39,56            | 7 085 (2022)                      | 179                | modifier les données · modifier les données |
| Languidic                         | 56101      | CA Lorient Agglomération | 109,08           | 8 046 (2022)                      | 74                 | modifier les données · modifier les données |
| Locmiquélic                       | 56118      | CA Lorient Agglomération | 3,58             | 4 094 (2022)                      | 1 144              | modifier les données · modifier les données |
| Port-Louis                        | 56181      | CA Lorient Agglomération | 1,07             | 2 689 (2022)                      | 2 513              | modifier les données · modifier les données |
| Riantec                           | 56193      | CA Lorient Agglomération | 14,06            | 5 742 (2022)                      | 408                | modifier les données · modifier les données |
| Canton d'Hennebont                | 5606       |                          | 185,92           | 43 487 (2022)                     | 234                | modifier les données                        |

## Démographie

### Démographie avant 2015
| 1962   | 1968   | 1975   | 1982   | 1990   | 1999   | 2006   | 2011   | 2012   |
| ------ | ------ | ------ | ------ | ------ | ------ | ------ | ------ | ------ |
| 22 891 | 22 390 | 23 139 | 25 351 | 26 543 | 26 249 | 27 811 | 30 202 | 30 811 |

### Démographie depuis 2015
En 2022, le canton comptait 43 487 habitants, en évolution de +2,77 % par rapport à 2016 (Morbihan : +3,82 %, France hors Mayotte : +2,11 %).
| 2013   | 2018   | 2022   |
| ------ | ------ | ------ |
| 41 856 | 42 869 | 43 487 |